# Rysk travare
Den ryska travaren är en hästras som utvecklades i Ryssland ur en annan rysk travhäst, Orlovtravaren. Från början fanns rasen i tre olika typer, varav enbart sporttypen finns kvar idag och även om rasen inte är vanlig på internationella travbanor så används rasen flitigt i ryska travsporten. Den ryska travaren är sportig och snabb. Hästarna mognar otroligt snabbt och anses fullvuxna redan vid fyra års ålder. 

## Historia
Efter att USA utvecklade sina amerikanska travare under slutet av 1800-talet utklassades Rysslands travhäst Orlovtravaren och de ryska uppfödarna satsade på nya alternativ för att få fram en travhäst som kunde mäta sig med den amerikanska. Man valde att korsa de absolut bästa Orlovtravarna med importerade amerikanska travare. Bland annat ingick den dåtida världsrekordhållaren Cresceus som hade klarat den engelska milen på 2 minuter och 2 sekunder. Dessa korsningar avlades sedan med speciellt utvalda Orlovtravare vilket gav en häst som i genomsnitt var snabbare men också lägre och mindre eleganta än Orlovtravaren. Dessa hästar var dessutom inte alls lämpliga för att förbättra jordbrukshästar, vilket Orlovtravaren hade varit. Ett avelsprogram startades för att systematiskt avla fram en häst som var snabbare och dessutom större. Mellan 1890 och 1914 importerades 376 hästar från USA varav 156 av dem var avelshingstar och 220 ston.
Första världskriget innebar ett stopp i importen från USA för ryssarna. De ryska uppfödarna fortsatte avla på de amerikanska travare man redan hade med sina egna travhästar vilka inte var högre än 155 cm i mankhöjd. Under början av 1930-talet hade mankhöjden ökat rejält och hästen hade fått Orlovtravarens välkända uthållighet och rasen fixerades 1950. Uppfödarna var väldigt noggranna med att följa rasstandarden och var väldigt petiga med specifika mått. Enligt standarden som fortfarande gäller i Ryssland ska mankhöjden vara 160 för ston och 163 för hingstar. Skenbenet måste vara minst 19,9 cm långt. 
Till en början koncentrerade uppfödarna sig på tre olika typer av travaren. En kraftig, en medelstor och en sportig vilket fick många uppfödare att totalt bortse från målet att utveckla en snabbare travare. Den kraftiga typen liknade mest en kallblodshäst med lång rygg och korta men starka ben. Den medelstora typen passade bättre som ridhäst och som jordbrukshäst. Den enda typen som bevarades och avlades vidare var den sportiga typen som idag är det som kallas Rysk travare.
Under 1970-talet och 1980-talet fick ryssarna möjlighet att exportera sina hästar och även att importera nya hästar från USA för att ytterligare öka snabbheten hos sina hästar och göra dem mer populära. 

## Egenskaper
Den ryska travaren är en lätt men väl musklad häst som genom ett utvecklat avelsprogram har fått hårda hovar och bättre senor och ligament än dåtidens travhästar. Benen är starka och tåliga för att klarar av påfrestningarna inom travsporten. Hästarna har ett otroligt långt steg men ibland slår det amerikanska blodet igenom i vissa av hästarna som kan bli passgångare istället för vanliga diagonaltravare. 
Rasen växer i genomsnitt snabbare än de flesta hästraser och har oftast nått full höjd redan vid 4 års ålder, i jämförelse med 8 års ålder som är genomsnittsåldern på andra hästar. Bland de moderna travarna betraktas den ryska som duglig, men kanske inte förstklassig. 